# Hieracium legionense
Hieracium legionense es una especie de planta con flor del género Hieracium, de la familia Asteraceae, orden Asterales.

## Distribución
Hieracium legionense se distribuye por España y Portugal.

## Taxonomía
Fue descrita científicamente por Coss. ex Willk. & Lange.
Tratamiento taxonómico
La especie aparece registrada en una sección de la publicación Prod. Fl. Hisp.